# Parrhasia
Parrhasia (altgriechisch Παρρασία) war eine antike Landschaft auf der Peloponnes.
Ursprünglich bezeichnete der Begriff das gesamte Südwest-Arkadien, später nur mehr den westlichen Teil der Megalopolis-Ebene. Aus Parrhasien stammte unter anderem der Heerführer Xenias.
Die Parrhasioi waren der größte Unterstamm der Arkadier. Ihren Namen – und den der Landschaft – führte die griechische Mythologie auf den eponymen Heros Parrhasios zurück, einen Sohn des Lykaon.
Hier ergibt sich eine der oft auftretenden genealogischen Verwirrungen, da dieser Lykaon ein Sohn des Ares war. Andererseits soll Phylonome dem Kriegsgott Zwillinge geboren haben, von denen der eine ebenfalls Parrhasios hieß. Das parrhasische Lykaion-Gebirge wiederum ist nach dem arkadischen König Lykaon benannt, einem Sohn des Pelasgos.